# جیمی دورسی
جیمی دورسی (انگلیسی: Jimmy Dorsey؛ ۲۹ فوریهٔ ۱۹۰۴ – ۱۲ ژوئن ۱۹۵۷) یک موسیقی‌دان اهل ایالات متحده آمریکا بود.